# Latiborská
Latiborská (1208 m) – szczyt w zachodniej części Niżnych Tatr na Słowacji. Wznosi się w północnym grzbiecie Hali Latiborskiej (Latiborská hoľa) w górnej części Doliny Lupczańskiej (Ľupčianska dolina). Grzbiet ten oddziela dolinki dwóch źródłowych cieków potoku o nazwie Prievalský potok. Północno-wschodnie stoki Latiborskiej opadają w widły tych cieków (leśniczówka Kapustnisko).
Latiborská znajduje się w obrębie Parku Narodowego Niżne Tatry i jest całkowicie porośnięta lasem.